# Anna-Lisa Ryding
Anna-Lisa Ryding (9 de abril de 1903 – 10 de octubre de 1982) fue una actriz y cantante de nacionalidad sueca.

## Biografía
Su nombre completo era Margot Anna Elisabeth Ryding, y nació en Tranås, Suecia, siendo sus padres los actores Allan y Margot Ryding. A los cinco años de edad, Ryding empezó a actuar en la compañía teatral de su padre. Después cursó estudios teatrales en Alemania, donde debutó en el cine. Engre los años 1926 y 1927 estuvo trabajó en el Stadsteater de Helsingborg. En la película Med dej i mina armar (1940), actuó junto a Karin Ekelund.
Anna-Lisa Ryding falleció en la parroquia de Saltsjöbaden, en Estocolmo, en el año 1982. Sus restos se encuentran en el Columbario de la Iglesia de Högalid, en Estocolmo. Ryding había estado casada desde el año 1932 con el actor Gösta Cederlund. 

## Filmografía
- 1926 : Flickorna Gyurkovics
- 1927 : Bara en danserska
- 1933 : Tvätta rätt - tvätta lätt
- 1935 : Äktenskapsleken
- 1940 : Med dej i mina armar
- 1942 : Farliga vägar
- 1943 : I dag gifter sig min man

## Teatro
- 1940 : Eldprovet, de Henry Kistemaeker, dirección de Martha Lundholm, Vasateatern[3]
- 1949 : Kära Ruth, de Norman Krasna, dirección de Gösta Cederlund, Vasateatern[4]
- 1961 : Mamma San, de Leonard Spigelgass, dirección de Per Gerhard, Vasateatern[5]
- 1961 : My Fair Lady, de Frederick Loewe y Alan Jay Lerner, dirección de Lauritz Falk y Carl-Gustaf Kruuse af Verchou, Lorensbergs Cirkus[6]